# Harem Scarem (film)
Pour les articles homonymes, voir Harem Scarem.
Pour plus de détails, voir Fiche technique et Distribution.
Harem Scarem est un court métrage d'animation américain de la série Oswald le lapin chanceux, produit par les studios Disney et sorti le 9 janvier 1928.

## Synopsis
Oswald visite le Maroc et dans un café tombe amoureux d'une danseuse. Mais Pete prend la danseuse en otage...

## Fiche technique
- Titre  : Harem Scarem
- Série : Oswald le lapin chanceux
- Réalisateur : Walt Disney
- Animateur[1],[2],[3]: Hugh Harman, Rollin Hamilton
- Caméra[1],[2] : Mike Marcus
- Producteur : Charles Mintz
- Production : Disney Brothers Studios sous contrat de Robert Winkler Productions
- Distributeur : Universal Pictures
- Date de sortie : 9 janvier 1928[1],[2],[3],[4],[5]
- Autres dates[1] :
  - Dépôt de copyright : 20 décembre 1927 par Universal
  - Première à New York : 5 décembre 1927 au Colony Theater en première partie de Cheating Cheaters
  - Ressortie sonorisée : 24 avril 1932[1]
- Format d'image : Noir et Blanc
- Durée : ? min
- Langue : (en)
- Pays de production :  États-Unis